# VIII Менделеевский съезд
VIII Менделеевский съезд — традиционная международная встреча учёных, посвящённая памяти Д. И. Менделеева; основная тематика затрагивала проблемы общей и прикладной химии; состоялась 16—23 марта 1959 года в Москве.

## Организаторы
После 25-летнего перерыва (VII юбилейный съезд прошёл в 1934 году), по инициативе АН СССР, ВХО, и под эгидой Государственного Комитета Совета Министров СССР по химии, Министерства высшего образования СССР.
Председателем оргкомитета съезда был академик А. Н. Несмеянов, который, в числе прочих задач форума декларировал потребность «оценить современный уровень развития отдельных отраслей химической науки и промышленности, выявить отстающие участки и направить внимание химиков всех специальностей на разработку важнейших теоретических и практических проблем»  .

## Структура и тематика
Международная встреча учёных прошла 16—23 марта 1959 года в Москве.
Делегаты работали в семнадцати секциях, включавших несколько подсекций, и подразумевавших следующие разделы химической науки и технологических её направлений: 1) неорганической химии и технологии; 2) органической химии и технологии; 3) аналитической химии; 4) физической химии; 5) коллоидной химии; 6) химии и технологии полимеров; 7) химии природных соединений и биохимии; 8) агрономической химии; 9) химии и технологии топлива; 10) химии и технологии пищевых продуктов; 11) химии и технологии силикатов; 12) радиохимии и химии изотопов; 13) теоретической и прикладной электрохимии; 14) химии металлов и сплавов; 15) экономики, планирования и организации химических производств; истории химии и химической технологии; 16) основных процессов и аппаратов химической технологии; 17) химической номенклатуре и высшему химическому и технологическому образованию. На секциях съезда было представлено немногим менее полутора тысяч оригинальных научных исследований: 40% докладов — представителей высшей школы, 35% — научных сотрудников учреждений академии наук страны и союзных республик и 25% — работников отраслевых научно-исследовательских институтов и промышленных предприятий .
В докладах учёных, чьей основной специальностью являлась химия, рассматривались не только конкретные задачи развития химической науки и промышленности как таковых, но и многие теоретические, методические и исследовательские направления, использование которых предполагало освоение в перспективе. Большое внимание было уделено общим проблемам химии, физики и биологии. Значительная часть докладов затрагивала проблемы агрохимии, биохимии, фармакологии и вопросы пищевых технологий. Большой интерес представляли творческие работы физикохимиков, посвящённые проблемам строения вещества, кинетики и катализа химических реакций, теоретической и прикладной электрохимии, коллоидной химии, сорбционных поверхностных явлений, коррозии. Доклады были сделаны на секции экономики, планирования и организации химических производств, а также секции истории химии и химической технологии. В рамках съезда прошёл симпозиум, посвящённый важным аспектам высшего химического образования, который рассмотрел методические вопросы подготовки высококвалифицированных химиков и инженеров-технологов .

## Участники и сообщения
С докладами в секциях и подсекциях выступили: А. А. Баландин, В. В. Болдырев, Г. К. Боресков, А. П. Виноградов, М. В. Волькенштейн, М. М. Дубинин, Н. С. Ениколопян, Я. Б. Зельдович, Н. А. Изамйлов, Б. Н. Кабанов, В. А. Киреев, А. И. Китайгородский, Б. М. Козырев, Я. М. Колотыркин, А. Н. Лазарев, Д. И. Лейкис, Л. К. Лепинь, В. Г. Левич, О. В. Мазурин, К. П. Мищенко, А. Г. Морачевский, А. Б. Налбандян, Б. С. Непорент, В. Б. Николаев, Б. П. Никольский, А. Ф. Прихотько, С. З. Рогинский, Г. В. Самсонов, Н. Н. Семёнов, В. И. Спицын, А. В. Сторонкин, А. Г. Стромберг, Я. К. Сыркин, В. Л. Тальрозе, М. И. Тёмкин, А. М. Трофимов, А. Н. Фрумкин, Г. В. Цицишвили, Ю. А. Чизмаджев, М. М. Шульц, С. А. Щукарев, В. А. Энгельгардт и многие другие.
На пленарных заседаниях съезда работало 1500 делегатов и более 700 гостей, в числе их было около 150 иностранных ученых, представлявших 19 стран. В числе иностранных участников съезда были многие известные ученые-химики — Р. П. Белл, К. А. Ингольд (Англия), Д. Иванов (Болгария), Геза Шай (Венгрия), Э. Тило, А. Симон (ГДР), Г. Р. Кройт (Голландия), Дж. Семерано (Италия), Лю Да-чан, Ян Ши-сянь, Гао Ди-юй (Китай), Ли Син Ги (Корея), В. Кемуля, А. Змачинский, Б. Ка-менский (Польша), К. Ионицеску, И. Мургулеску и Р. Рипан (Румыния), Т. Шервуд, С. Уинштейн, С. Томпсон и А. Гиорсо (США), Г. Виттиг, Вальтер и Ида Ноддак (ФРГ), П. Питаньоль, Ш. Прево, М. Летор, Г. Панетье (Франция), А. Штоль, Р. Морф (Швейцария), Б. Тежак (Югославия), Юро Хориути (Япония) и многие другие. Ими было сделано на секциях съезда около 60 докладов. Химиков в работе секций VIII Менделеевского съезда принимало участие более 5 тысяч человек, на некоторых заседаниях присутствовало 10—11 тысяч.
В работе VIII Менделеевском съезде приняло участие 2200 учёных, представивших 1429 докладов.